# نوتو (اليابان)
نوتو هي بلدية في اليابان، وبلدة في اليابان، تقع في إيشيكاوا، ومقاطعة هوسو، بلغ عدد سكانها 16,505 نسمة وذلك حسب إحصائيات سنة 2018، تبلغ مساحتها 273.27 كيلومتر مربع.